# Paulus Hook

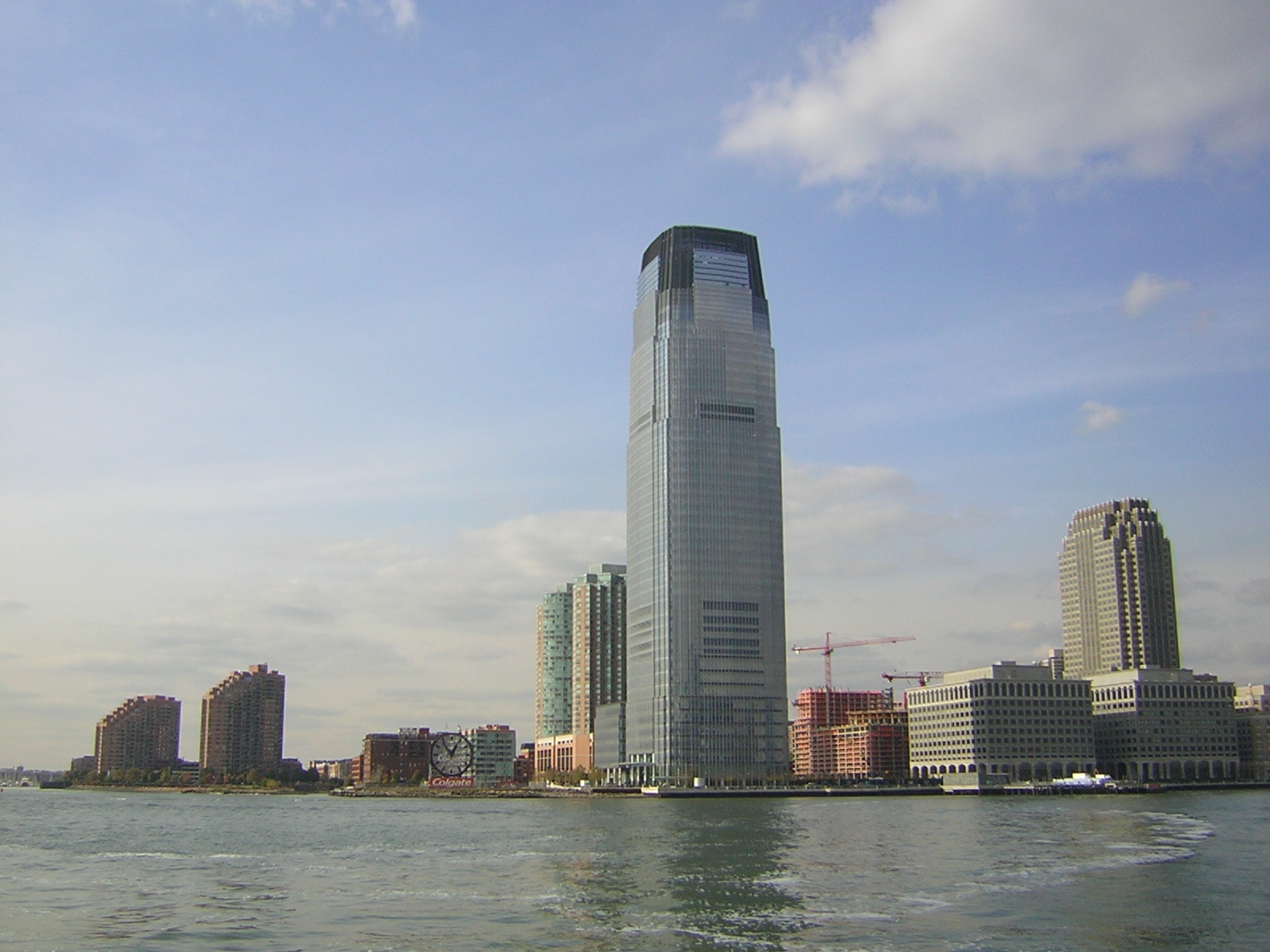
Goldman Sachs Tower vid Exchange Place, Paulus Hook

Paulus Hook är ett område i Jersey City, New Jersey, USA. Namnet Hook kommer från holländska ordet "hoek" som betyder udde. Från början hette området "Arressick" eller "Arisheck Island" av de första nybyggarna. Under Amerikanska revolutionen byggdes här fort för att försvara sig. I området låg tidigare Exchange Place (PRR station).